# فابيو كوفمان
فابيو كوفمان (بالألمانية: Fabio Herbert Kaufmann)‏ (8 سبتمبر 1992 آلن ألمانيا - ) هو لاعب كرة قدم ألماني يلعب كلاعب وسط.

## روابط خارجية
- فابيو كوفمان على موقع قاعدة بيانات كرة القدم.إي يو (الإنجليزية)
- فابيو كوفمان على موقع Soccerway.com (الإنجليزية)
- فابيو كوفمان على موقع عالم كرة القدم.نت (الإنجليزية)